# رودلف ليمان
رودلف ليمان (بالألمانية: Rudolf Lehmann) هو قاضي ومحامي ومحامي ألماني، ولد في 11 ديسمبر 1890 في بوزنان في بولندا، وتوفي في 26 يوليو 1955 في بون في ألمانيا.